# Condado de Požega-Eslavonia
El condado de Požega-Eslavonia (en croata: Požeško-slavonska županija) es un condado croata. La población del condado era de 85.831 habitantes en 2001. Su centro administrativo es la ciudad de Požega.

## Ciudades y municipios
El condado de Požega-Eslavonia está dividido en 5 ciudades y 5 municipios:

### Ciudades
- Kutjevo
- Lipik
- Pakrac
- Pleternica
- Požega

### Municipios
- Brestovac
- Čaglin
- Jakšić
- Kaptol
- Velika

Según el censo de 2021, el condado contaba con 64.420 habitantes.